# Vinicius da Silva
Vinicius Lucio da Silva (Campinas, Brasil, 3 de abril de 2001) es un baloncestista brasileño que pertenece a la plantilla del CB Morón de la Primera FEB. Con 2,16 metros de estatura, juega en la posición de pívot. 

## Trayectoria deportiva
Es un jugador formado en el Club Regatas de Campinas (en el que se inició en el baloncesto) y el Paulistano Corpore. Con apenas 16 años, firma por el Club Joventut Badalona.
Tras acabar su etapa junior con la Penya con el que disputó torneos internacionales, como el ANGT (Euroliga) o el de L’Hospitalet, en la temporada 2019-20 forma parte de la plantilla del Club Bàsquet Prat de Liga LEB Plata. Al término de la temporada renovaría por cinco temporadas con el Club Joventut Badalona.
En la temporada 2020-21, también jugaría en el Club Bàsquet Prat de Liga LEB Plata, vinculado del conjunto badalonés.
En la temporada 2021-22, firma por el BK Lions Jindřichův Hradec de la Národní Basketbalová Liga checa, donde promedia 4,4 puntos y 3,7 rebotes por partido.
El 15 de junio de 2022, firma por el Club Bàsquet Sant Antoni de la Liga LEB Plata.
El 4 de noviembre de 2024, firma por el CB Morón de la Primera FEB.